# Blühender Blödsinn
Blühender Blödsinn (Originaltitel: Horse Feathers; alternativer Titel: Die Marx Brothers in der Uni) war der vierte Film mit den Marx Brothers Groucho, Chico, Harpo und Zeppo Marx. Gedreht und veröffentlicht wurde er im Jahr 1932.

## Handlung
Professor Wagstaff wird zum Universitätspräsidenten des Huxley College ernannt, an dem auch sein Sohn Frank studiert. Um den Ruf des Colleges steht es schlecht, denn sie verlieren ständig bei Footballspielen gegen das benachbarte Darwin College. Sein Sohn gibt ihm den Tipp, zwei sehr gute Footballspieler zu verpflichten, die man häufiger in einem Speakeasy in der Stadt antreffen könne. Wagstaff besucht das Speakeasy und hält versehentlich den Eisblockhändler und Alkoholverkäufer Baravelli sowie dessen Kumpel, den Eisblockverkäufer und Hundehändler Pinky, für die begabten Footballspieler. Er nimmt sie zu sich ans College. Die beiden echten Spieler sind unterdessen von Jennings, dem Präsidenten des Darwin Colleges, verpflichtet worden.
Wagstaff verbietet seinem Sohn Frank den Umgang mit Connie Bailey, einer jungen Frau aus der Umgebung (im englischen Original als „college widow“ bezeichnet, sie hatte offenbar bereits viele Liebschaften mit Studenten). Allerdings macht auch Wagstaff ihr bald den Hof, ebenso Baravelli und Pinky. Connie wird von Jennings bestochen, die geheime Liste der Spielzüge des Huxley Colleges für das Aufeinandertreffen der beiden Footballteams auszuspionieren. Wagstaff kommt bei dem gemeinsamen Rendezvous auf einem Boot dahinter und wirft Connie ins Wasser. Jennings versucht ebenfalls Pinky und Baravelli zu bestechen, die Spielzüge herauszugeben, was sich aber als ineffektiv erweist.
Wagstaff wiederum beauftragt Pinky und Baravelli, die zwei talentierten Spieler von Darwin zu entführen, damit sie für Huxley spielen können. Die beiden Spieler sind aber Pinky und Baravelli körperlich weit überlegen und sperren stattdessen sie ein. Pinky und Baravelli können sich aber befreien und kommen zum Spiel, als bereits drei Viertel gespielt sind und Huxley zurückliegt. Vor allem aufgrund der unkonventionellen Spielmethoden (etwa das Verstecken des Balls und schließlich den Gebrauch eines Pferdewagens) erlangt Huxley am Ende die Oberhand. In der Schlussszene wollen Frank und Connie heiraten, doch Wagstaff, Pinky und Baravelli werfen sich auf die Braut.

## Hintergrund

### Berühmte Szenen
Eine der bekanntesten Szenen ist wohl die mit dem Passwort „Schwertfisch“. Das Passwort muss von Chico genannt werden, um in die Flüsterkneipe Einlass zu bekommen. Groucho bekommt es durch seine Redegewandtheit heraus. Harpo dagegen, der das Passwort kennt, zieht einfach einen riesigen Fisch aus seinem Mantel und steckt ein Schwert hinein. Diese Szene dürfte auch für den Titel des Films Passwort: Swordfish mit John Travolta verantwortlich sein.
Der Song „Everyone Says I Love You“, den hier alle vier Marx-Brüder nacheinander zum Besten geben, ist wiederum die Vorlage gewesen für den Titel des gleichnamigen, 1996 erschienenen Films von Woody Allen, der mit Groucho eng befreundet war.

### Produktionsgeschichte
Während der Dreharbeiten zu Horse Feathers hatte Chico Marx in Los Angeles einen schweren Autounfall (er soll betrunken gewesen sein), dabei wurde ihm die Kniescheibe zertrümmert. In manchen Szenen des Films sieht man Chico humpeln.

### Musik
Die folgenden Songs werden in dem Film vorgestellt:
- I'm Against It
- I Always Get My Man
- Collegiate (Chico Marx)
- Bridal Chorus
- Wedding March
- Everyone Says I Love You (Bert Kalmar/Harry Ruby)

## Auszeichnungen
Das American Film Institute wählte den Film Anfang des Jahrtausends auf Platz 65 der besten amerikanischen Filmkomödien aller Zeiten.

## Kritiken
Das Lexikon des Internationalen Films schrieb: „Ein Feuerwerk an komischen Einfällen, aggressiv und mit bösartigem Witz.“ Cinema schrieb: „Slapstick und Sprachspiel gingen nie eine gelungenere Allianz ein als in den großen Momenten dieser Komiker (hier: der Dialog an der Tür und die Anatomievorlesung). Zerstörung und Poesie: was für ein schönes Programm, sagte Simone de Beauvoir dazu.“